# Курт Тухольський

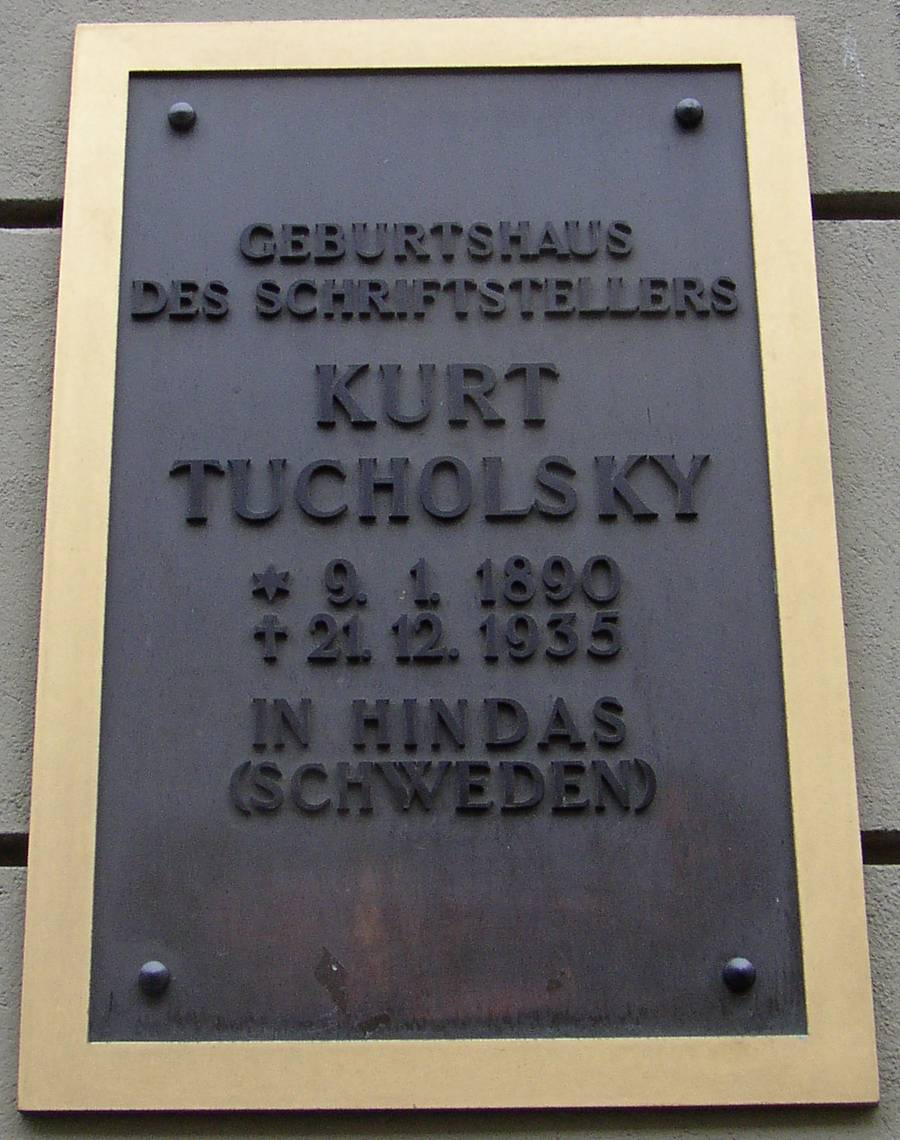

Курт Тухольський (нім. Kurt Tucholsky; 9 січня 1890, Моабіт, Берлін — 21 грудня 1935, Гетеборг) — німецький журналіст і письменник. Він також написав під псевдонімами Каспар Хаузер, Петер Пантер, Теобальд Тігер і Ігнац Вробель.

## Біографія

### Дитячі роки, юність навчання
Курт Тухольський народився у будинку своїх батьків 9 січня 1890 року. Цей будинок знаходився за адресою Любекерштрассе 13 у Берліні, кварталу Моабіт. Раннє дитинство провів, щоправда, у Штеттіні, куди його батько був надісланий по роботі. У єврейського банківського клерка Алекса Тухольского (1855–1905) було у 1887 році була двоюрідна сестра Доріс Тухольські (1869–1943), з якою він одружився і з якою мав трьох дітей: Курта, їхнього старшого сина, а також Фрітца та Еллен. 1899 року родина повернулась до Берліна, що дозволило старшому сину розпочати навчання без фінансових турбот. 
1899 року Курта віддали до французької гімназії. За чотири роки він перейшов до гімназії імені короля Вільгельма (das Königliche Wilhelms-Gymnasium), яку полишив 1907 року, аби підготуватись до екстреного атестата зрілості з приватним вчителем. Отримавши атестат, у жовтні 1909-го Тухольський почав вивчати юриспруденцію в Берліні. Другий семестр він завершив навесні 1910 року в університеті Женеви. 
Цікавість Тухольського передусім до літератури спостерігалась протягом навчання. У вересні 1911 року він вирушив зі своїм другом, художником Куртом Шафранським (Kurt Szafranski) до Праги, аби здивувати друга Франца Кафки Макса Брода і тих письменників, яких Курт Тухольський поціновував, своїм візитом і виготовленою власноруч ландшафтною мініатурою. 30 вересня Після зустрічі з Тухольським Франц Кафка написав про нього у своєму щоденнику:
|  | цілком однорідна людина 21 річного віку. Помірними та сильним розмахуванням тростиною, яку тримали плечі юнака, починав розважатись і виявляти неповагу до власних письменницьких робіт. Я хочу стати захисником. |

## Творчість

### Перші успіхи у письменницькій діяльності
Тухольський належить до числа найвідоміших публіцистів часів Веймарської республіки. Займаючись політичною журналістикою і деякий час працюючи співвидавцем щотижневого журналу «Die Weltbühne» («Вельтбюне» «Всесвітня Трибуна»), Тухольський працював на терені громадської критики в традиції Генріха Гейне. Одночасно Тухольський зарекомендував себе як талановитий сатирик, кабаретист, поет-пісняр, автор романів і лірик.

## Боротьба за Республіку
Тухольський відносив себе до лівих демократам, пацифістам та антимілітаристам і застерігав від загроз антидемократичного розвитку в напрямку націонал-соціалізму, перш за все, в політиці, військовій галузі та юстиції.

## Смерть
Після приходу до влади в Німеччині нацистів емігрував до Швеції, де 21 грудня 1935 року покінчив життя самогубством, прйнявши завелику дозу "Вероналу".

## Вшанування пам'яті

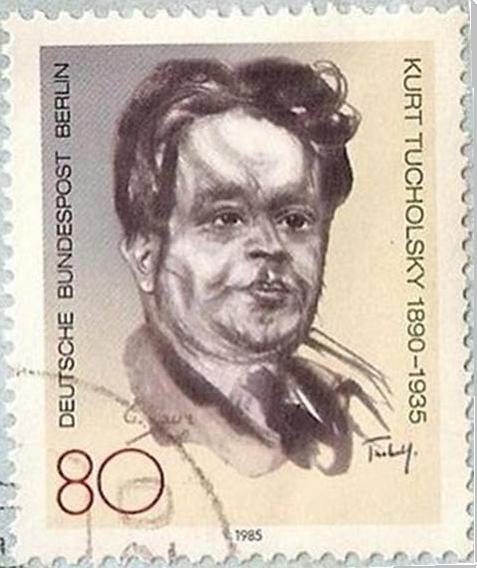
Поштова марка з портретом Курта тухольського

Неполітична, неурядова організація письменників, журналістів, бібліотекарів, видавців та інших працівників літератури Swedish PEN (Швеція), яка є одним із понад ста PEN-центрів у всесвітній мережі PEN International та підтримує ув'язнених або переслідуваних письменників, запровадила щорічну премію імені Курта Тухольського. 2023 року премія імені Курта Тухольського 2023 була присуджена українському поету Сергію Жадану.

## Твори
- К. Тухольський «Людина що треба». З книги «MIT 5 PS». М., АКЦ. Вид. Про-во «Огонек», 1931.
- К. Тухольський [Вірші] / / «Німецька демократична поезія. 1914-1953 ». М., «Художня література», 1955.
- К. Тухольський «Ессе» [Архівовано 26 червня 2008 у Wayback Machine.] / / «Нові переклади: Хрестоматія на допомогу студентам-філологам». - М., «УРАО», 2005.
- К. Тухольський / / «Поети німецького літературного кабаре», М., «Наука», 2008.